# Ronaldo da Silva Souza
Ronaldo da Silva Souza (Sorocaba, 23 ottobre 1996) è un calciatore brasiliano, centrocampista dell'Internacional.

## Caratteristiche tecniche
È un terzino destro.

## Carriera
Cresciuto nelle giovanili del Paulista, nel 2013 è stato acquistato dal Flamengo. Ha esordito il 1º novembre 2015 in occasione del match perso 2-0 contro il Grêmio.

## Statistiche

### Presenze e reti nei club
Statistiche aggiornate al 23 marzo 2018.
| Stagione        | Squadra         | Campionato      | Campionato | Campionato | Coppe nazionali | Coppe nazionali | Coppe nazionali | Coppe continentali | Coppe continentali | Coppe continentali | Altre coppe | Altre coppe | Altre coppe | Totale | Totale | Totale |
| Stagione        | Squadra         | Comp            | Pres       | Reti       | Comp            | Pres            | Reti            | Comp               | Pres               | Reti               | Comp        | Pres        | Reti        | Pres   | Reti   |        |
| --------------- | --------------- | --------------- | ---------- | ---------- | --------------- | --------------- | --------------- | ------------------ | ------------------ | ------------------ | ----------- | ----------- | ----------- | ------ | ------ | ------ |
| 2015            | Flamengo        | A/RJ+A          | 0+1        | 0          | CB              | 0               | 0               | -                  | -                  | -                  | -           | -           | -           | 1      | 0      |        |
| 2016            | Flamengo        | A/RJ+A          | 1+0        | 0          | CB              | 0               | 0               | CS                 | 1                  | 0                  | -           | -           | -           | 2      | 0      |        |
| 2017            | Flamengo        | A/RJ+A          | 3+0        | 0          | CB              | 1               | 0               | CL                 | 0                  | 0                  | PL          | 1           | 0           | 5      | 0      |        |
| set.-dic. 2017  | Atl. Goianiense | PD/GO+A         | 0+9        | 0+1        | CB              | 0               | 0               | -                  | -                  | -                  | -           | -           | -           | 9      | 1      |        |
| 2018            | Flamengo        | A/RJ+A          | 4+0        | 0          | CB              | 0               | 0               | CL                 | 0                  | 0                  | -           | -           | -           | 4      | 0      |        |
| feb.-lug. 2019  | Flamengo        | A/RJ+A          | 8+3        | 0          | CB              | 1               | 0               | CL                 | 1                  | 0                  | -           | -           | -           | 13     | 0      |        |
| Totale Flamengo | Totale Flamengo | Totale Flamengo | 16+4       | 0          |                 | 1               | 0               |                    | 2                  | 0                  |             | 1           | 0           | 24     | 1      |        |
| lug.-dic. 2019  | Bahia           | PD/BA+A         | 0+14       | 0          | CB              | -               | -               | CS                 | -                  | -                  | CN          | -           | -           | 14     | 0      |        |
| 2020            | Bahia           | PD/BA+A         | 4+26       | 0          | CB              | 0               | 0               | CS                 | 3                  | 0                  | CN          | 5           | 1           | 38     | 1      |        |
| Totale Bahia    | Totale Bahia    | Totale Bahia    | 4+40       | 0          |                 | 0               | 0               |                    | 3                  | 0                  |             | 5           | 1           | 52     | 1      |        |
| Totale carriera | Totale carriera | Totale carriera | 73         | 1          |                 | 1               | 0               |                    | 5                  | 0                  |             | 6           | 1           | 85     | 2      |        |

## Palmarès

### Club

#### Competizioni statali
- Campionato Carioca: 2

Flamengo: 2017, 2019
- Campionato Baiano: 1

Bahia: 2020
- Campionato Gaúcho: 1

Internacional: 2025